# Тетуан
Тетуа́н (араб. تطوان ‎, Титван — букв. «глаз» или «источник, фонтан»; берб. Титавин; фр. Tétouan; исп. Tetuán) — город на севере Марокко в берберском племенном регионе Риф. Столица протектората Испанское Марокко в 1912—1956 годах. Ныне просто районный центр провинции Тетуан в составе области Танжер-Тетуан. Население — 380 тыс. чел.

## Расположение
Тетуан расположен недалеко от берега Средиземного моря в нескольких километрах от Гибралтарского пролива, в 40 км к востоку от Танжера, некогда важного центра европейского присутствия в Магрибе.

## Население
В начале XX века население города было около 25 тыс. человек, из которых половина были евреи, около 40 % — мусульмане (в основном берберы, но также и арабы) и около 10 % — испанские колонисты. Город имел двуязычный испано-арабский характер, сохраняя при этом в целом азиатский уклад жизни. После получения независимости евреи и христиане в большинстве своём эмигрировали. Большинство мусульман в испанском регионе Марокко составляли не арабы, а берберы племени Риф. В то время очень многочисленны были и евреи, в основном потомки марранов, высланных из Испании после окончания Реконкисты. Многие оставшиеся евреи перешли со временем в ислам. Официальный язык в современном городе с населением 325 тысяч — арабский, распространены также французский и испанский языки. Во многих местах старого города сохранились двуязычные испано-арабские знаки. Опасаясь автономных устремлений в Северном Марокко, центральная власть делала всё возможное для вытеснения испанского языка в постколониальный период и замену его на арабский и французский языки. В настоящее время молодёжь по-испански практически не говорит, хотя старшее поколение владеет очень хорошо. В последнее время Испания открыла в городе ряд центров по изучению испанского языка.

## История
Первое поселение в района города было основано в III веке до н. э. древними маврами и называлось Тамуд. Раскопки на месте города показали более раннее (VII век до н. э) присутствие в нём финикийцев (Карфаген) и более позднее римлян (Римская империя). Около 1305 года полуразрушенные развалины старого города привёл в порядок султан Абу Табит из династии Маринидов.
По мере завершения Реконкисты, европейцы уделяют всё большее внимание странам Магриба, Средиземноморское побережье которых получило недобрую славу по имени Варварский берег пиратов, которых поддерживала Османская империя. Тетуан превращается в базу для нападения на близлежащий испанский г. Сеута. Около 1400 года Тетуан был впервые разрушен Кастилией. Реконкиста завершилась в 1492 году падением г. Гранада. Вскоре после этого большинство морисков и марранов было выслано из Испании. Беженцы и поселенцы с Пиренейского полуострова наводнили город Тетуан и фактически создали город заново. В 1515—1542 годах городом управляла Саида аль-Хурра.

### Испанский Тетуан

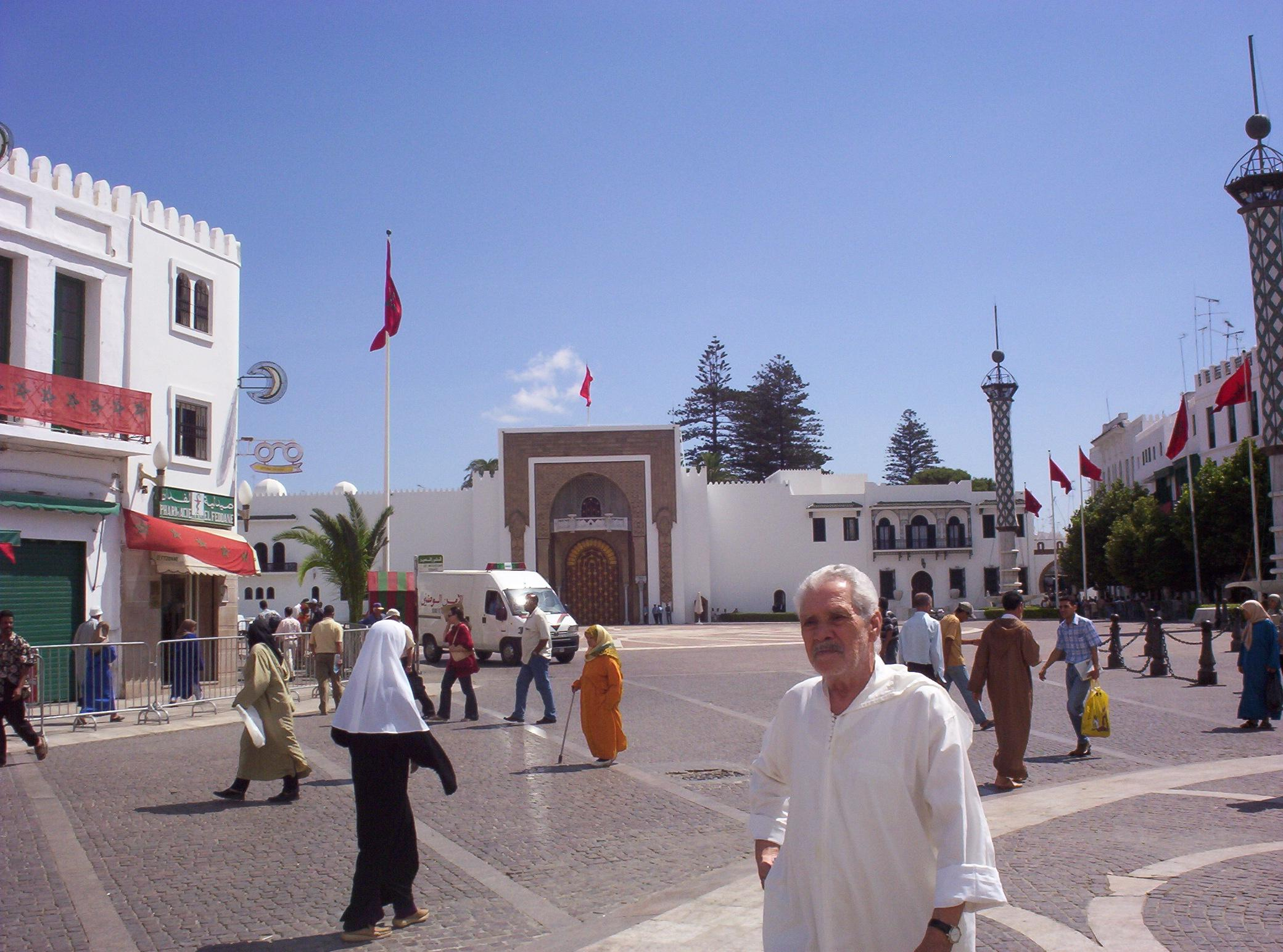
Правительственный дворец в Тетуане

Со временем город снискал славу пиратского поселения. В ходе Африканской войны испанский предводитель Леопольдо О’Доннелл штурмом взял город и получил титул герцога тетуанского. Новое испанское правительство принялось благоустраивать город на европейский лад. Но успех был недолгим, уже 2 мая 1862 года мусульмане поднимают мятеж, изгоняют испанцев и возвращают городу традиционный вид. Лишь в 1912 году Фесский мирный договор передаёт город Испании. В 1913 году город определен как столица всего Испанского Марокко, сохраняя этот статус до 1956 года. В годы испанской власти город был также одним из еврейских центров Марокко. После 1956 года евреи эмигрируют в Израиль, США, Канаду, Францию (См. еврейский исход из арабских стран).

## Города-побратимы
- Гранада, Андалусия, Испания

## Известные люди
- Саида аль-Хурра — правительница Тетуана в 1515—1542 годах и королева пиратов начала XVI века
- Амина Буаяч — марокканская правозащитница
- Йосеф Маман — раввин